# Васлуй
Васлуй (рум. Vaslui) — город и муниципалитет в Румынии, административный центр уезда Васлуй на востоке страны.
Город знаменит тем, что неподалёку от него 17 января 1475 года войсками молдавского господаря Стефана III (40 тыс. молдавских крестьян, 5 тыс. венгерских и 2 тыс. польских солдат) была разгромлена 120-тысячная турецкая армия Сулеймана-паши. После этого Молдавия на некоторое время стала основной силой в борьбе с Османской империей. Городской стадион является домашним для футбольного клуба «Васлуй».

## География
Город расположен в 60 км к югу от Ясс при впадении одноимённой реки в реку Бырлад. Климат умеренный, влажный континентальный.

## История
Считается, что город был назван в честь византийского императора Василия Болгаробойца, что подтверждается в книге «Путешествие антиохийского патриарха Макария в Москву». Однако румынский историк Виктор Спиней считает, что название происходит из половецкого или печенежского языка.
Впервые топоним Васлуй упоминается в письме к подольскому князю Юрию Кориатовичу 1375 года, и в 1435 году, в связи с вступлением на молдавский престол господарей Илиаша I и Стефана II. Во время их правления Васлуй становится княжеской резиденцией и административным центром юга Молдовы. Кроме того, из-за того, что город находился на торговом пути между Молдовой и Галицко-Волынским княжеством и связывал города Чёрного и Балтийского морей, город приобрёл важное торговое значение, здесь устраивалась одна из старейших молдавских ярмарок. Но во время татарского набега 1439—1440 годов Васлуй был разрушен.
Во время правления Стефана Великого и вплоть до XVII века Васлуй становится вторым по важности молдавским городом, его население приближается к населению соседних Ясс, будущей столице Молдавии.
17 января 1475 года к югу от Васлуя между войсками Стефана (35000—40000 чел., из них — в большинстве крестьяне-ополченцы, а в меньшинстве — польские и венгерские солдаты (2000 и 1800 чел. соответственно), секейская легкая и молдавская тяжелая кавалерия) и турецкими войсками (50000 чел.) под командованием Хадыма Сулеймана Паши состоялось сражение, в ходе которого молдаванам, несмотря на меньшую численность и худшее снаряжение, всё-таки удалось победить турок. Сыграли свою роль в победе молдаван не только храбрость и сильный боевой дух, но и туман, который позволил скрыть молдавских ополченцев, внезапно напавших на турок. После этого Молдавское княжество, хоть и ненадолго (спустя год Молдавия стала вассалом Османской империи) стало решающей силой в борьбе с османскими захватчиками.
После того, как молдавская столица была перенесена из Сучавы в Яссы, а административным центром южной Молдовы стал Бырлад, в течение следующих трех столетий роль Васлуя снижалась, чтобы в конечном итоге стать тыргом — торговым селом. Помимо торговли, в городе занимались рыболовством и пчеловодством.
В 1940 году в Васлуй из Кишинёва был временно перевезён памятник Стефану Великому, ныне символ Кишинёва, но уже в 1942 году памятник вернули Кишинёву. 22 августа 1944 года в ходе Яссо-Кишинёвской операции город освободила Красная Армия.
Во времена социалистической Румынии город, а особенно с 1968 года, когда прошла административная реформа, начал стремительно развиваться. Васлуй становится центром одноимённого жудеца. В городе производили вентиляторы и системы вентиляции, была развита текстильная и химическая промышленность — производство полиэфирных нитей. Но из-за приватизации многие из этих предприятий ныне не работают.

## Население
| 1912  | 1930  | 1941  | 1948  | 1956  | 1966  | 1977  | 1992  | 2002  | 2006  | 2011  | 2016  |
| ----- | ----- | ----- | ----- | ----- | ----- | ----- | ----- | ----- | ----- | ----- | ----- |
| 10397 | 15310 | 13923 | 13738 | 14850 | 17591 | 39435 | 80614 | 70267 | 68700 | 55407 | 97067 |

98 % жителей города занимают румыны и молдаване, 1,19 % — цыгане, 0,06 % — русские. Большинство (88 %) верующих — православные христиане.
По результатам переписи 2016 года, населения города составило 97067 человек.

## Органы власти
С 2008 года примаром (то есть мэром города) является Василе Павел из румынской социал-демократической партии. Именно социал-демократы (16 мест из 21) занимают большинство мест в горсовете.

## Культура и искусство

### Памятники монументального искусства и воинской славы
Близ Васлуя, в селе Бэкэоань находится мемориальный комплекс «Подул Ыналт» с памятником Стефану Великому, посвященный Васлуйской битве и основанный в 1975 году.

### Фестивали
С 31 июля по 4 августа 2015 года Васлуе проходил фестиваль народного творчества «Hora din Strabuni» (рум. Танец предков), организованный Международным советом по организации фестивалей фольклора и народного творчества (CIOFF)
Кроме того, в городе ежегодно в начале сентября проходит ярмарка, история которой указана выше.

## Города-побратимы
- Кагул, Молдавия;
- Радовиш, Македония;
- Сан-Фернандо-де-Энарес, Испания;
- Куаррата, Италия.